# Louis Champagne (acteur)
Pour les articles homonymes, voir Louis Champagne.
Louis Champagne est un acteur, réalisateur et auteur québécois.
On a pu le voir dans la série Minuit le soir à Radio-Canada.

## Biographie
Louis Champagne est sorti de l'École nationale de théâtre du Canada en 1994

## Filmographie

### Cinéma
- 1996 : L'Oreille de Joé
- 1997 : J'en suis ! : ministre de la Culture
- 1997 : Les Boys : Rodrigue 'Doggy'
- 1998 : C't'à ton tour, Laura Cadieux de Denise Filiatrault : le chauffeur de bus
- 1999 : Dieu reçoit : Saint-Pierre
- 2000 : La Bouteille
- 2000 : Hochelaga : sergent d'armes des Devils's Soldiers
- 2001 : Karmina 2 : Norm
- 2003 : Les Immortels de Paul Thinel : Jean-Guy
- 2004 : Camping sauvage : Brake
- 2007 : Les Cavaliers de la canette : Louis
- 2010 : Frisson des collines
- 2011 : Monsieur Lazhar : le concierge
- 2011 : Coteau rouge d'André Forcier : sergent Bonneville
- 2013 : Amsterdam de Stefan Miljevic : Marc
- 2019 : Les Fleurs oubliées d'André Forcier : Ulysse Caron

### Télévision
- 1999 : Dans une galaxie près de chez vous : saison 2 épisode 17 : Elvis presley
- 2000 : Catherine : François
- 2005 : Au nom de la loi : Scorpion
- 2005-2007 : Minuit, le soir : Louis
- 2006 : Pure laine : Mario
- 2008 : Les Lavigueur, la vraie histoire : Jean-Marie Daudelin alias « L’oncle souris »
- 2008 - 2010 : Roxy : Bob Crépeau
- 2009 : 11 règles : André
- 2010 : 30 vies : Stéphane Boudrias
- 2019 : Appelle-moi si tu meurs
- 2020 : Escouade 99 : Goudreau

### Réalisation
- 2007 : Les Cavaliers de la canette

## Distinction
- 1994 - Recrue de l'année de la Ligue nationale d'improvisation